# Lappula myosotis
Lappula myosotis là loài thực vật có hoa trong họ Mồ hôi. Loài này được V. Wolf mô tả khoa học đầu tiên năm 1776.